# Caçadora
La caçadora és una peça superior de roba, d'ús extern, amb mànigues llargues i sense faldons, que cobreix el tronc fins a la cintura o poc més avall; generalment és peça d'entretemps, per bé que n'hi ha versions d'hivern. Per norma general la caçadora es considera pròpia del vestuari esportiu o informal, punt en què contrasta amb la jaqueta curta, més pròpia de la indumentària formal.
El català caçadora equival a l'anglès blouson i blouse jacket; a l'espanyol cazadora; al francès blouson; a l'italià giubbetto i giubbino; al portuguès blusão, etc.

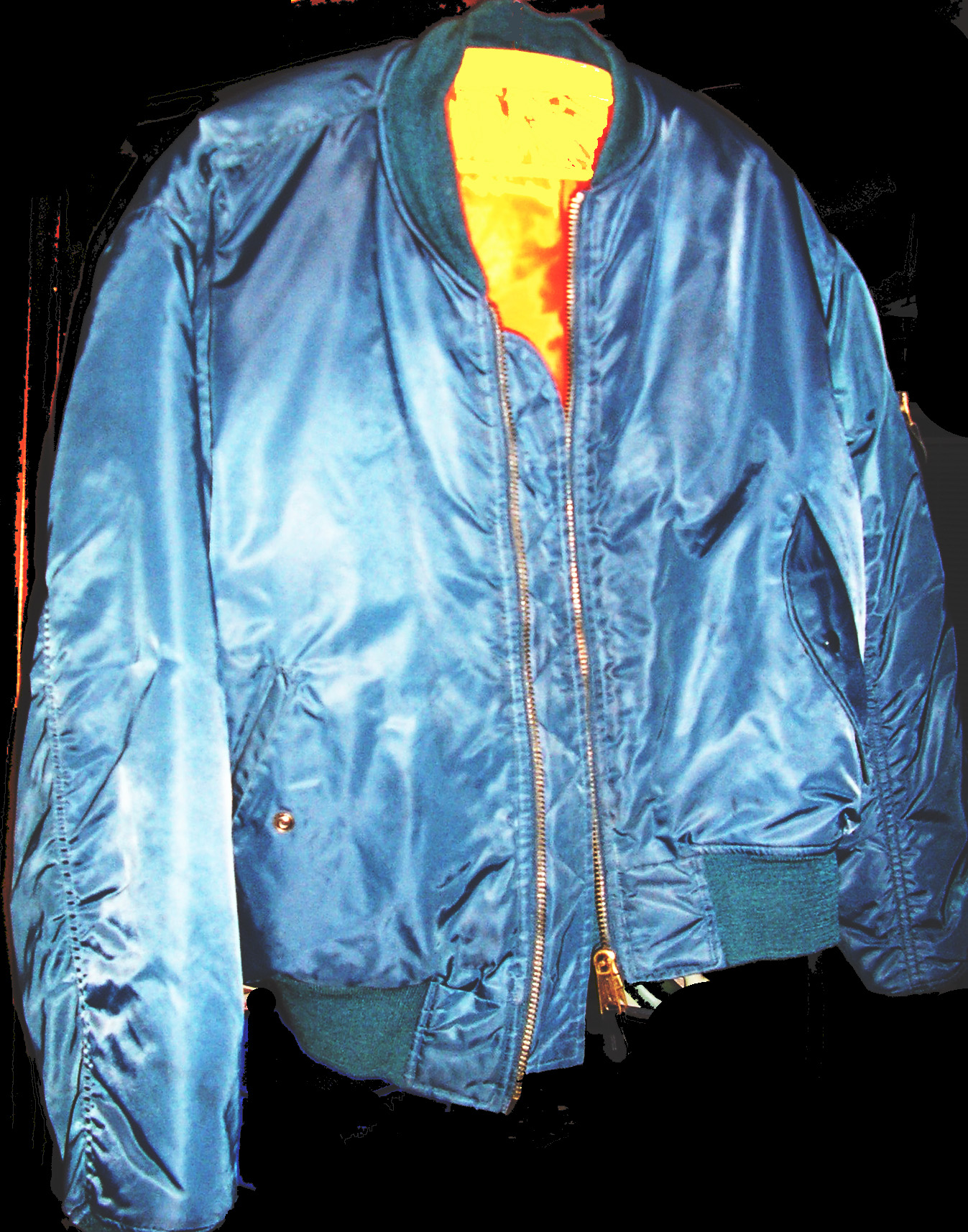
Una caçadora esportiva

Avui dia hi ha múltiples tipus de caçadora, elaborats en tota mena de teixits. Entre les variants més populars es compten la caçadora de cuir (típica dels rockers dels anys cinquanta, i amb connotacions de duresa personal i, a cops, sadomasoquistes); la caçadora texana; la caçadora de pana; i les caçadores civils que imiten l'estil militar (per l'afegitó de muscleres, el disseny de les butxaques, el color caqui o verd oliva, etc.).

## Ús militar

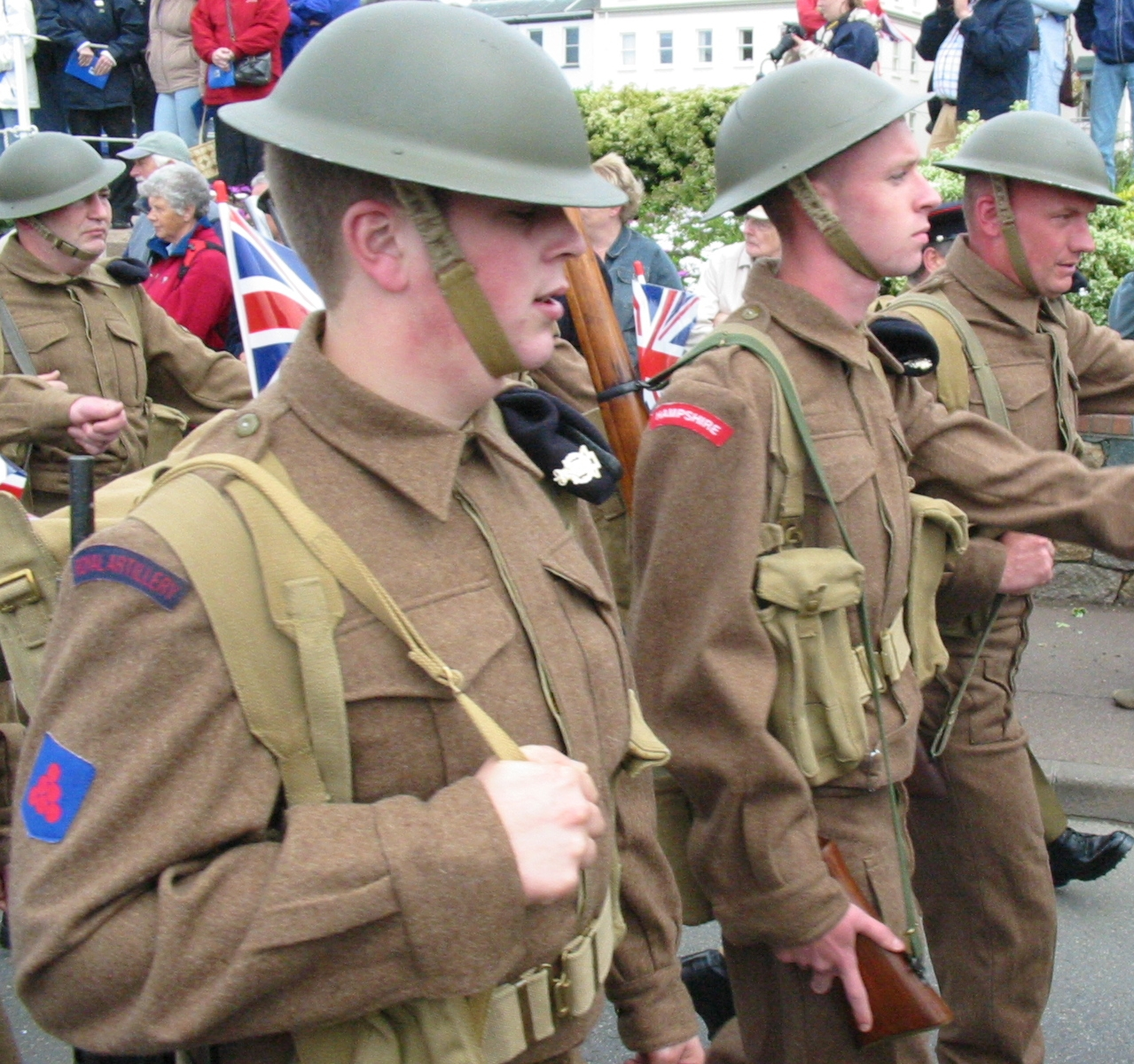
Soldats britànics amb battledress model 1938, caçadora inclosa. Reconstrucció fidel (2007)

Les caçadores, generalment de cuir, foren molt populars entre els aviadors i els tanquistes durant tota la primera meitat del segle xx. Durant la Guerra Civil Espanyola l'Exèrcit Popular n'usà sovint amb preferència a la guerrera. Però el gran desembarcament d'aquesta peça de roba en la uniformologia militar es produí el 1938, quan la caçadora (ben curta, de coll girat i amb punys aplicats) passà a ésser la peça superior estàndard del nou uniforme de campanya britànic (battledress), en substitució de la guerrera, arraconada a l'uniforme de passejada.
El battledress britànic, i amb ell la caçadora, fou imitat durant la Segona Guerra Mundial per l'exèrcit estatunidenc i, fins i tot, per la Wehrmacht nazi (model 1944); i a partir del 1944 seria calcat per la majoria d'exèrcits de l'Europa Occidental; amb la qual cosa la caçadora (aleshores de coll girat o de solapes) fou una de les peces clau de l'uniforme militar durant prop de vint anys, fins que entre final dels anys cinquanta i començ dels seixanta seria substituïda per la jaqueta de campanya, una peça de vestir de creació estatunidenca, similar a la caçadora britànica model 1938, però amb faldons.
Avui dia alguns exèrcits o cossos usen caçadora amb l'uniforme de diari o amb el de passeig; emperò, quan és peça formal es tendeix a dir-ne jaqueta curta.